# Park Miejski w Tarnowskich Górach

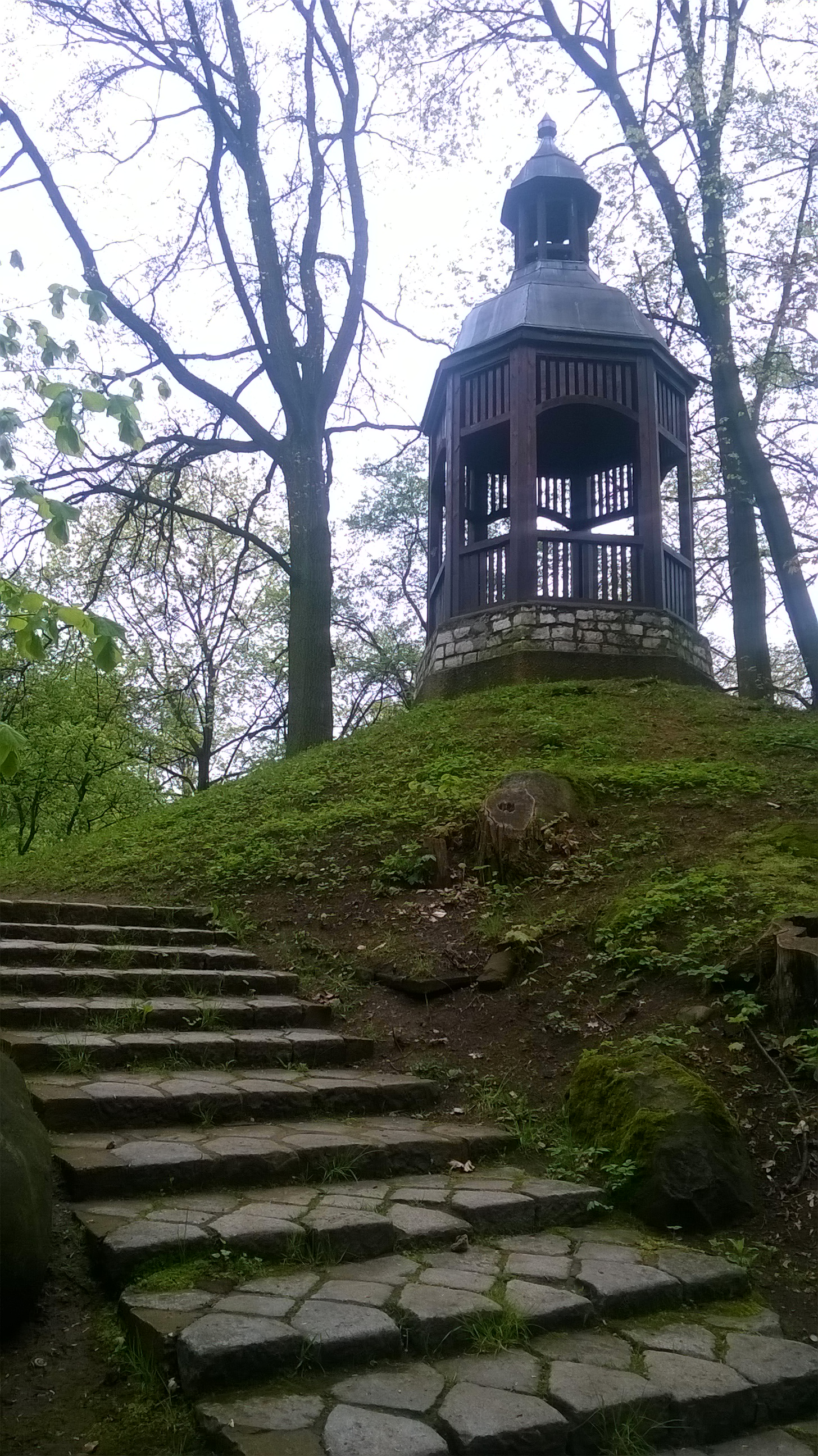
Glorieta w Parku Miejskim

Park Miejski w Tarnowskich Górach – położony na warpiach (pozostałościach po działających w XIX w. kopalniach rud) park w tarnogórskim Śródmieściu. Rośnie tu blisko 50 gatunków drzew i 10 gatunków krzewów. W większości rodzimego pochodzenia.
Wejście do parku zwieńcza grupa głazów narzutowych. Największy spośród nich jest pomnikiem przyrody. Jeden z głazów ma tablicę z wierszem miejscowego kronikarza Jana Nowaka z 1925 r. Wcześniej znajdował się na niej wiersz tarnogórskiego pocztyliona Hildebrandta.
Park został założony w 1903 roku staraniem proboszcza miejscowej parafii katolickiej – ks. Franciszka Kokota (Franz Kokott, zm. 1908), który nabył grunt – oraz burmistrza miasta – Richarda Otte, który przystosował teren. Miejsce powstania parku to obszar silnie przekształcony w wyniku intensywnej eksploatacji górniczej na przestrzeni wieków (liczne hałdy, warpie).
Po 1910 roku zbudowano na terenie parku boisko sportowe, w roku 1918 założono Cmentarz Wojenny (Ehrenfriedhof), przeznaczony dla żołnierzy poległych w I wojnie światowej, w 1928 – tor łyżwiarski, zaś w 1977 – górkę saneczkową z wyciągiem narciarskim (obecnie zdemontowanym).
W parku znajdują się liczne obiekty rekreacyjne: drewniana wieża widokowa, staw z fontanną, kawiarenka, korty tenisowe, plac zabaw dla dzieci, górka saneczkowa, muszla koncertowa. W zachodniej części Parku Miejskiego mieści się założony w 1918 Cmentarz Wojenny, na którym spoczywają żołnierze z I i II wojny światowej, a obok niego 10 kwietnia 2011 roku odsłonięty został pomnik upamiętniający ofiary katastrofy pod Smoleńskiem.
W październiku 2013 roku alejki w Parku Miejskim zostały nazwane oraz otrzymały tabliczki ze swoimi nazwami:
- Aleja Kaganków,
- Aleja Skarbka,
- Aleja Pod Wieżę,
- Aleja Dobrego Urobku,
- Aleja Karbidek,
- Aleja Sztygarów,
- Skrót Gwarków,
- Promenada.

W 2016 roku park został wpisany do rejestru zabytków.

## Obiekt UNESCO
Park Miejski w Tarnowskich Górach jako przykład rekultywacji terenów pogórniczych był jednym z obiektów zgłoszonych przez Ministerstwo Kultury i Dziedzictwa Narodowego na wniosek Stowarzyszenia Miłośników Ziemi Tarnogórskiej do wpisu na listę światowego dziedzictwa UNESCO.
Wpisu na listę dokonano podczas 41. sesji Komitetu Światowego Dziedzictwa w Krakowie 9 lipca 2017.